# Haskovo
Haskovo er en by i det sydlige Bulgarien med et indbyggertalpå cirka 69.687 (2024) indbyggere. Byen er hovedstad i Haskovo-provinsen, og er blandt andet hjemby for verdens største statue af Jomfru Maria, med en højde på 32 meter.
Haskovo kunne i 1985 fejre byens 1000 års jubilæum.